# Рожден (община Кавадарци)
 Тази статия е за селото в Северна Македония.  За селото в България вижте Рожден.  
Рожден (на македонска литературна норма: Рожден) е село в Северна Македония, в община Кавадарци.

## География
Рожден се намира по горното течение на река Блашица в подножието на планината Козяк близо до границата с Гърция и е част от Тиквешко Мариово. Селото е планинско, на надморска височина от 920 m. Землището е голямо – 81,9 km2 като горите са 6939 ha, обработваемите земи – 436 ha, а пасищата – 270 ha.

## История

### Етимология
Според академик Иван Дуриданов етимологията на името е от миналото страдетелно причастие рожденъ (от праславянското *radjenъ) на старобългарския глагол  и го сравнява със селищното име Пор(о)дим.
Според Йордан Заимов името произхожда от първоначално *Рождане, производно от местното им Рождь = прилагателно с -јь- суфикс от изчезнало лично им Род. Според Дуриданов това е малко вероятно.

### В Османската империя
Селото е споменато в Слепченския поменик от XVI век като Рожденъ.
Според османски документи, през средата на ХVІІІ век жителите на Рожден водят дългогодишни съдебни дела срещу тези на Витолище за ползването на пасища. През 1749 година Рожден е представлявано от Коле, син на Петко, Богдан, син на Петре, Петко син на Бое и други.
В XIX век Рожден е село, център на нахия в Тиквешка каза на Османската империя. В „Етнография на вилаетите Адрианопол, Монастир и Салоника“, издадена в Константинопол в 1878 година и отразяваща статистиката на населението от 1873, Рожден (Rojden) е посочено като село с 56 домакинства и 284 жители българи. Според статистиката на Васил Кънчов („Македония. Етнография и статистика“) от 1900 година Рожден има 984 жители българи християни.
Селската църква „Свети Спас“ е от 1874 век.
Цялото население на селото е под върховенството на Българската екзархия. По данни на секретаря на екзархията Димитър Мишев („La Macédoine et sa Population Chrétienne“) в 1905 година в Рожден (Rojden) има 640 българи екзархисти и работи българско училище.
По данни на българското военно разузнаване в 1908 година:
| „ | Рожден [е] християнско свободно село до 120 къщи. На разстояние един час от селото има хромови мини с примес на арсеник и антимон, които преди няколко години са работили много, но сега са почти съвършено изоставени. Тук има доста добри и солидни постройки, гдето може да се разположи около 1 дружина... Рожден е характерно мориховско село, което е запазило старите си обичаи и живее по същия начин, както е живяло преди няколкостотини години. В цялото село от 130 фамилии има само 3-4 жилища, които могат да се наречат къщи; останалите са малки дървени колиби, покрити със слама, в които хората живеят заедно със своите добитъци. Има много жени, които не са видели друго село или град и нямат никаква идея за някой друг живот, освен този, който е възможен на Мориховската планина. Мъжете са съзнателни българи. Много може да се чуе от тях за страшните притеснения от турска страна, които им са правени съвършено безнаказано в този див кът, непристъпен нито за един чужденец. | “ |

При избухването на Балканската война в 1912 година четирима души от Рожден са доброволци в Македоно-одринското опълчение.

### В Сърбия, Югославия и Северна Македония
След Междусъюзническата война в 1913 година селото попада в Сърбия.

### Преброявания[1]
| Националност | 1961 | 1971 | 1981 | 1991 | 1994 | 2002 |
| ------------ | ---- | ---- | ---- | ---- | ---- | ---- |
| Общо         | 681  | 446  | 188  | 30   | 27   | 21   |
| македонци    | 667  | 437  | 184  | 29   | 27   | 19   |
| албанци      | 0    | 0    | 0    | 0    | 0    | 0    |
| турци        | 0    | 0    | 0    | 0    | 0    | 0    |
| роми         | 0    | 0    | 0    | 0    | 0    | 0    |
| власи        | 0    | 0    | 0    | 0    | 0    | 0    |
| сърби        | 8    | 6    | 1    | 1    | 0    | 2    |
| бошняци      | 0    | 0    | 0    | 0    | 0    | 0    |
| други        | 6    | 3    | 3    | 0    | 0    | 0    |

## Личности
Родени в Рожден
- Атанас Чесновски (Честоновски, 1864/1867 – ?), македоно-одрински опълченец, 1 рота на Кюстендилската дружина[10]
- Брайко Петков (1892 – ?), македоно-одрински опълченец, 4 рота на 3 солунска дружина[11]
- Вучко Николов (Въчко Николов, 1866 – ?), македоно-одрински опълченец, Нестроева рота на 7 кумановска дружина[12]
- Лазар Данов (Данев, 1892 – ?), македоно-одрински опълченец, 4 рота на 3 солунска дружина[13]